# مجموعة أستراليا

الدول المشاركة

مجموعة أستراليا هي نظام نظام مراقبة التصدير متعدد الأطراف ومجموعة غير رسمية من البلدان (انضمت إليها الآن المفوضية الأوروبية) أنشئت في عام 1985 (بعد استخدام العراق للأسلحة الكيميائية في عام 1984) لمساعدة البلدان على تحديد تلك الصادرات للسيطرة عليها حتى لا تسهم في انتشار الأسلحة الكيميائية والعوامل الحيوية.
كانت المجموعة التي تتألف في البداية من 15 عضوا، عقدت أول اجتماع لها في بروكسل، بلجيكا، في سبتمبر 1989. مع دمج الهند في 19 يناير 2018 أصبح للمجموعة 43 عضوا، بما في ذلك أستراليا، المفوضية الأوروبية، جميع الدول الأعضاء في الاتحاد الأوروبي وعددهم 28 وأوكرانيا والأرجنتين. جاءت التسمية من مبادرة أستراليا لإنشاء المجموعة. وتتولى أستراليا إدارة الأمانة.
كان للأعضاء الأوليين في الفريق تقييمات مختلفة ينبغي أن تخضع لمركبات طليعية لمراقبة الصادرات. في وقت لاحق لم يكن لهذه المشايع ضوابط في البداية. واليوم، يحتفظ أعضاء المجموعة بضوابط التصدير على قائمة موحدة تضم 54 مركب كيميائي، بما في ذلك عدة مركبات لا يحظر تصديرها بموجب معاهدة حظر الأسلحة الكيميائية، ولكن يمكن استخدامها في صنع الأسلحة الكيميائية. وفي عام 2002، اتخذ الفريق خطوتين هامتين لتعزيز الرقابة على الصادرات الكيميائية. وكان الأول هو شرط «عدم التقليل من السعر» الذي ينص على أن أي عضو من أعضاء المجموعة التي تنظر في تصديرها إلى دولة أخرى سبق أن رفضت تصديرها من قبل أي عضو آخر في المجموعة يجب أن يتشاور أولا مع تلك الدولة العضو قبل الموافقة على التصدير. والثاني هو الحكم «الشامل» الذي يقتضي من الدول الأعضاء وقف جميع الصادرات التي يمكن أن يستخدمها المستوردون في برامج الأسلحة الكيميائية والحيوية، بغض النظر عما إذا كان التصدير مدرجا في قوائم مراقبة المجموعة. وتجتمع الوفود التي تمثل الأعضاء كل سنة في باريس، فرنسا.

## الدول الاعضاء

### المنظمات
المفوضية الأوروبية

### Disputed Countries
Cyprus

 South Korea

## روابط خارجية
- The Australia Group homepage